# Bảo Long
El príncipe Nguyễn Phúc Bảo Long (en vietnamita 阮福保隆 en ideogramas antiguos) fue el heredero de Nguyễn Phúc Vĩnh Thụy, llamado Bảo Đại, último emperador del Imperio vietnamita, 13° soberano de la dinastía Nguyễn. El príncipe Bảo Long nació el 4 de enero de 1936 en el palacio Kiến Trung de Huế y fue proclamado oficialmente príncipe heredero el 7 de marzo de 1939. Falleció el 28 de julio de 2007. Su madre era la emperatriz Nam Phương, nacida como Marie-Thérèse Nguyễn Hữu Thị Lan. Después de la primera abdicación de Bảo Đại, esta deja definitivamente la Indochina francesa en 1947 acompañada de Bảo Long y de sus hermanos. La familia se instaló en Francia, en el Castillo de Thorenc en Cannes, situado en la Costa Azul.
Bảo Long fue mandado al pensionado de la Escuela des Roches en Normandía luego estudió derecho y ciencias políticas en París. Ingresó en 1954 en la Escuela especial militar de Saint-Cyr luego en la Escuela de Caballería de Saumur, donde obtiene el grado de teniente. Sirvió en la Legión Extranjera durante diez años antes de retirarse del servicio activo para trabajar en la finanza en París.
Cuando murió su padre Bảo Đại en 1997, heredó naturalmente la posición de jefe de la Casa Imperial pero declaró que no quería meterse en política. Dijo que deseaba quedar lejos de toda vida pública. Falleció el 28 de julio de 2007 de muerte natural en el centro hospitalario Gaston Ramon de Sens, Borgoña, Francia. No tiene heredero propio, aparente ni presunto; su hermano menor, el príncipe Bảo Thắng (nacido en 1943) le sucedió como pretendiente al trono.

## Distinciones honoríficas

### Distinciones honoríficas vietnamitas
- Soberano Gran Maestre de la Orden del Dragón de Annam.
- Condecoración Boi de Primera Clase.
- Caballero Gran Cruz de la Orden Nacional de Vietnam (15/06/1954).

### Distinciones honoríficas extranjeras
- Caballero Gran Cruz de la Real Orden de Camboya (Reino de Camboya).
- Caballero Gran Cruz de la Orden del Millón de Elefantes y del Parasol Blanco (Reino de Laos).
- Caballero Gran Cruz de la Orden Nacional del Mérito (República Francesa).
- Cruz de Guerra 1939-1945.
- Medalla Conmemorativa de la Coronación de Isabel II (Reino Unido, 02/06/1953).
- Cruz del Valor Militar [estrellas de plata y bronce] (República Francesa, 1958).
- Medalla de Reconocimiento de la Nación [Norte de África)] (República Francesa, 29/04/1997).

## Ancestros
|  |                                            |  |  |  |  |  |  |  |  |  |  |  |  |  |  |  |
|  | 16. Hồng Cai, Duque de Kiến                |  |  |  |  |  |  |  |  |  |  |  |  |  |  |  |
|  |                                            |  |  |  |  |  |  |  |  |  |  |  |  |  |  |  |
|  |                                            |  |  |  |  |  |  |  |  |  |  |  |  |  |  |  |
|  | 8. Đồng Khánh                              |  |  |  |  |  |  |  |  |  |  |  |  |  |  |  |
|  |                                            |  |  |  |  |  |  |  |  |  |  |  |  |  |  |  |
|  |                                            |  |  |  |  |  |  |  |  |  |  |  |  |  |  |  |
|  | 17. Búi Thị Thạnh                          |  |  |  |  |  |  |  |  |  |  |  |  |  |  |  |
|  |                                            |  |  |  |  |  |  |  |  |  |  |  |  |  |  |  |
|  |                                            |  |  |  |  |  |  |  |  |  |  |  |  |  |  |  |
|  | 4. Khải Định                               |  |  |  |  |  |  |  |  |  |  |  |  |  |  |  |
|  |                                            |  |  |  |  |  |  |  |  |  |  |  |  |  |  |  |
|  |                                            |  |  |  |  |  |  |  |  |  |  |  |  |  |  |  |
|  | 18. Dương Quang Hường, Duque de Phú Lộc    |  |  |  |  |  |  |  |  |  |  |  |  |  |  |  |
|  |                                            |  |  |  |  |  |  |  |  |  |  |  |  |  |  |  |
|  |                                            |  |  |  |  |  |  |  |  |  |  |  |  |  |  |  |
|  | 9. Hựu Thiên Thuần                         |  |  |  |  |  |  |  |  |  |  |  |  |  |  |  |
|  |                                            |  |  |  |  |  |  |  |  |  |  |  |  |  |  |  |
|  |                                            |  |  |  |  |  |  |  |  |  |  |  |  |  |  |  |
|  | 2. Bảo Đại                                 |  |  |  |  |  |  |  |  |  |  |  |  |  |  |  |
|  |                                            |  |  |  |  |  |  |  |  |  |  |  |  |  |  |  |
|  |                                            |  |  |  |  |  |  |  |  |  |  |  |  |  |  |  |
|  | 10. Hoàng Văn Tích, Duque de Nghi          |  |  |  |  |  |  |  |  |  |  |  |  |  |  |  |
|  |                                            |  |  |  |  |  |  |  |  |  |  |  |  |  |  |  |
|  |                                            |  |  |  |  |  |  |  |  |  |  |  |  |  |  |  |
|  | 5. Hoàng Thị Cúc                           |  |  |  |  |  |  |  |  |  |  |  |  |  |  |  |
|  |                                            |  |  |  |  |  |  |  |  |  |  |  |  |  |  |  |
|  |                                            |  |  |  |  |  |  |  |  |  |  |  |  |  |  |  |
|  | 1. Bảo Long                                |  |  |  |  |  |  |  |  |  |  |  |  |  |  |  |
|  |                                            |  |  |  |  |  |  |  |  |  |  |  |  |  |  |  |
|  |                                            |  |  |  |  |  |  |  |  |  |  |  |  |  |  |  |
|  | 6. Pierre Nguyễn Hữu-Hào, Duque de Long Mỹ |  |  |  |  |  |  |  |  |  |  |  |  |  |  |  |
|  |                                            |  |  |  |  |  |  |  |  |  |  |  |  |  |  |  |
|  |                                            |  |  |  |  |  |  |  |  |  |  |  |  |  |  |  |
|  | 3. Marie Thérèse Nguyễn Hữu Thị Lan        |  |  |  |  |  |  |  |  |  |  |  |  |  |  |  |
|  |                                            |  |  |  |  |  |  |  |  |  |  |  |  |  |  |  |
|  |                                            |  |  |  |  |  |  |  |  |  |  |  |  |  |  |  |
|  | 14. Philippe Le Phat Dat                   |  |  |  |  |  |  |  |  |  |  |  |  |  |  |  |
|  |                                            |  |  |  |  |  |  |  |  |  |  |  |  |  |  |  |
|  |                                            |  |  |  |  |  |  |  |  |  |  |  |  |  |  |  |
|  | 7. Marie Lê Thị Binh                       |  |  |  |  |  |  |  |  |  |  |  |  |  |  |  |
|  |                                            |  |  |  |  |  |  |  |  |  |  |  |  |  |  |  |
|  |                                            |  |  |  |  |  |  |  |  |  |  |  |  |  |  |  |